# Oostenrijks Ladies Open
Het Oostenrijks Ladies Open is een golftoernooi van de Ladies European Tour.
De eerste editie vond plaats in 1994 in Zell am See. Vijf keer is het toernooi niet gespeeld maar sinds 2005 wordt het ieder jaar op de kalender gezet.

## Winnaressen
| Jaar                            | Baan                         | Winnares                | Score                  | Score                  | Informatie                         |
| OVB Damen Open Austria          | OVB Damen Open Austria       | OVB Damen Open Austria  | OVB Damen Open Austria | OVB Damen Open Austria | OVB Damen Open Austria             |
| ------------------------------- | ---------------------------- | ----------------------- | ---------------------- | ---------------------- | ---------------------------------- |
| 1994                            | Golf Glub Zell am See/Kaprun | Florence Descampe       | 277                    | –11                    |                                    |
| 1995                            | Golf Glub Zell am See/Kaprun | Annika Sörenstam        | 270                    | –18                    |                                    |
| Glashütte Ladies’ Austrian Open |                              |                         |                        |                        |                                    |
| 1996                            | Colony Club Gutenhof         | Martina Koch            | 213                    | −6                     |                                    |
| Chrysler Ladies Austrian Open   |                              |                         |                        |                        |                                    |
| 1997                            | geen toernooi                | geen toernooi           | geen toernooi          | geen toernooi          | geen toernooi                      |
| 1998                            | Steiermarkischer GC Murhof   | Lynnette Brooky         | 203                    | −13                    |                                    |
| Ladies Austrian Open            |                              |                         |                        |                        |                                    |
| 1999                            | Steiermarksiccher GC Murhof  | Marina Arruti           | 203                    | −13                    |                                    |
| 2000                            | Steiermarksiccher GC Murhof  | Patricia Meunier-Lebouc | 206                    | −10                    |                                    |
| 2001-2004                       | geen toernooi                | geen toernooi           | geen toernooi          | geen toernooi          | geen toernooi                      |
| Siemens Austrian Ladies Open    |                              |                         |                        |                        |                                    |
| 2005                            | Golfclub Fohrenwald-Wiener   | Federica Piovano        | 272                    | −16                    |                                    |
| 2006                            | Golfclub Fohrenwald-Wiener   | Sophie Gustafson        | 271                    | −17                    |                                    |
| UNIQA Ladies Golf Open          |                              |                         |                        |                        |                                    |
| 2007                            | Fohrenwald-Wiener Neustadt   | Laura Davies            | 200                    | −16                    |                                    |
| 2008                            | Fohrenwald-Wiener Neustadt   | Laura Davies            | 273                    | −15                    |                                    |
| 2009                            | Fohrenwald-Wiener Neustadt   | Linda Wessberg          | 279                    | −9                     | play-off tegen Laura Davies        |
| 2010                            | Fohrenwald-Wiener Neustadt   | Laura Davies            | 205                    | −11                    |                                    |
| 2011                            | Fohrenwald-Wiener Neustadt   | Caroline Hedwall        | 204                    | −12                    | 3de overwinning in haar rookiejaar |